# يوم الشباب

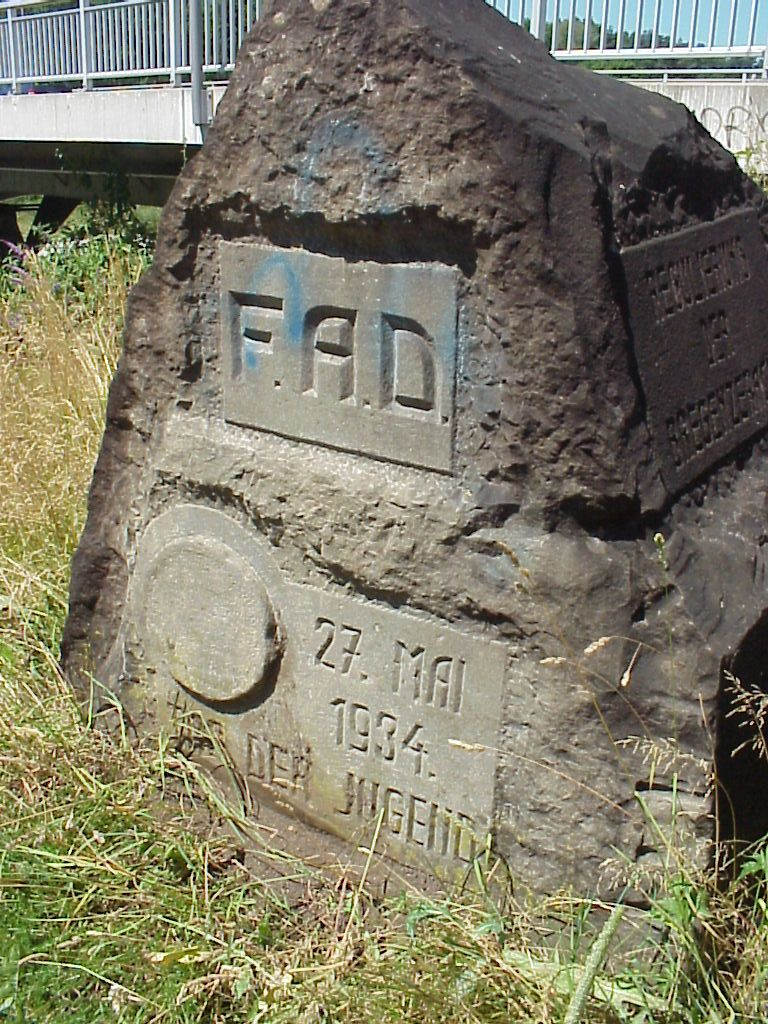

يوم الشباب هو يوم عطلة في بعض الدول موجه لشبابها.

## اليوم الدولي للشباب
اليوم الدولي للشباب هو احتفال دولي في 12 أغسطس تم إقراره من قبل الأمم المتحدة.

## أيام الشباب في الدول

### أنغولا
تحتفل أنغولا بيوم الشباب في 14 أبريل.

### الجزائر
تحتفل الجزائر بيوم الشباب في 5 جويلية الموافق لعيد الاستقلال.

### الكاميرون
اليوم الوطني للشباب هو عطلة رسمية في الكاميرون يوم 11 فبراير.

### الصين
يوم الشباب في الصين هو 4 مايو. تم العمل به عام 1949 كبداية احتفالات حركة الرابع من مايو.

### الهند
تحتفل الهند بهذا اليوم في 12 يناير في ذكرى سوامي فيفكاناندا.

### إيران
تحتفل إيران بيوم الشباب في الحادي عشر من شعبان في ذكرى مولد علي بن الحسين، أكبر أبناء الإمام الحسين قد استشهد بكربلاء، وذلك في ربط بين المناسبات القومية بالأحداث الإسلامية.

### المغرب
يوم الشباب في المغرب هو 9 يوليو

### سنغافورة
الأحد الأول من يوليو هو يوم الشباب في سنغافورة.

### جنوب أفريقيا
تحتفل جنوب أفريقيا بيوم الشباب في 16 يونيو في ذكرى اضطرابات سويتو.

### تركيا
يوم الشباب والرياضة في تركيا هو 19 مايو.

### تونس
عيد الشباب في تونس تم تحويله إلى يوم 14 يناير بعد اندلاع الثورة التونسية وعزل الرئيس زين العابدين بن علي في ذلك التاريخ من عام 2011 بعد أن كان يحتفل به يوم 21 مارس أي اليوم الموالي للاحتفال بعيد الاستقلال.

### فنزويلا
يوم الشباب في فنزويلا هو 12 فبراير

### مصر
يوم الشباب في مصر هو 9 فبراير في ذكرى يوم (شهداء الجامعة) والذي قتل وجرح فيه العديد من الطلاب في مسيرة لإخراج الإنجليز

### يوغسلافيا
كانت يوغوسلافيا تحتفل بيوم الشباب في 25 مايو، وهو ذكرى مولد جوزيف بروز تيتو.